# Elakala-vandfaldene
Elakala-vandfaldene er en serie på fire vandfald, som ligger i Blackwater Canyon i West Virginia, USA. De befinder sig i Blackwater Falls State Park og er ganske populære for fotografer, der har let adgang til de første vandfald, og den relativt lave trafik til de andre vandfald i serien.(p. 219)  Det første af vandfaldene er 11 meter højt og er let tilgængeligt fra parkstierne. Det er det næstmest populære vandfald i parken. Fra den officielle sti er der en bro over toppen af det første vandfald med gode adgangsforhold og en fin udsigt.(p. 219)  De resterende tre vandfald i serien er gradvist vanskeligere at få adgang til, og der er ingen officielt markerede stier til dem. Kløften er næsten 200 meter dyb på dette sted, hvilket gør det vanskeligt at komme ned til det nederste vandfald i serien.